# Авгониси
Авгони́си, также Авго́ (греч. Αυγό — «яйцо») — маленький необитаемый остров в Греции, в Критском море. Один из островов архипелага Додеканес. Расположен к югу от острова Астипалея и к северо-западу от островов Касос и Карпатос. Административно относится к общине Астипалея в периферийной единице Калимнос в периферии Южные Эгейские острова.
Вместе с соседними островами (Хамилонисион, Дивуния, Стакида, Зафора (Софрана): Мегало-Софрано, Сохас, Микро-Софрано) объявлен особой охранной зоной для чеглока Элеоноры (Falco eleonorae). Входит в экологическую сеть «Натура 2000».